# Explosion du dépôt d'armes de Maputo
L'explosion du dépôt d'armes de Maputo est une série d'explosions, qui se sont produites dans l'après-midi du 22 mars 2007, entre 16 h 45 et 18 h 0, dans la banlieue de Malhazine à Maputo, la capitale du Mozambique. Au moins 83 personnes ont été tuées et des centaines d'autres ont été blessées dans les explosions.

## Contexte
Le dépôt d'armes a été construit par l'Union Soviétique en 1984. Le bâtiment abritait des armes de fabrication soviétique utilisées pendant la guerre civile mozambicaine.
En outre, une vague de chaleur et une sécheresse avaient affecté la région pendant une grande partie de l'été, avec des températures d'environ 35°C. La même vague de chaleur a été montrée du doigt pour une explosion beaucoup plus petite au dépôt le 28 janvier 2007.

## Victimes et dégâts
Le ministre de la Santé, Ivo Garrido, a déclaré le 23 mars que 83 décès avaient été signalés et que plus de 300 personnes avaient été blessées. La plupart des victimes étaient soit des militaires travaillant au dépôt, soit des civils, pour la plupart des enfants, qui vivaient dans un quartier pauvre voisin. En conséquence, le gouvernement a annoncé trois jours de deuil national et a déclaré que les drapeaux seraient mis en berne.
Le ministère de l'Intérieur a ordonné à la police de boucler la zone pour empêcher le pillage des maisons dans la zone abandonnée après l'explosion.
Les explosions ont été entendues dans toute la ville, et les fenêtres ont explosé à 9 km du bâtiment.

## Cause
Le ministère de la Défense a imputé l'explosion aux températures élevées.

## Réaction
Le ministère de l'Intérieur a ordonné à la police et aux pompiers d'aider l'armée de détruire les munitions restantes au dépôt, qui n'avaient pas été utilisées depuis la guerre civile dans le pays et étaient considérées comme obsolètes.